# Клинтон, Джон, 2-й барон Клинтон
Джон Клинтон (англ. John Clinton; примерно 1300 — до 1 апреля 1335) — английский аристократ, 2-й барон Клинтон с 1315 года. Сын Джона Клинтона, 1-го барона Клинтона, и его жены Оды де Одингселс. После смерти отца унаследовал баронский титул и семейные владения, расположенные главным образом в Уорикшире. В 1324 году в рядах корлевской армии сражался с мятежниками при Боробридже, до 1324 года был посвящён в рыцари.
Клинтон был женат на Маджори Корбет, дочери сэра Уильяма Корбета. В этом браке родились сын Джон (1326—1398), 3-й барон Клинтон, и дочь Ида, жена сэра Бодуэна де Фревилля.